# Билиарная система
Болезни билиарной системы относятся к очень распространенным заболеваниям. Желчнокаменной болезнью (ЖКБ) страдает до 10% населения развитых стран. Более того, от половины до трети всех жалоб, относимых к состоянию органов пищеварения, связаны с состоянием билиарной системы - имеются в виду боли в верхней половине живота и диспепсические явления.
Билиарная система включает желчные протоки и желчный пузырь. В норме диаметр долевых протоков печени равен 2 мм, общего печеночного протока - около 4-5 мм, общего желчного протока - около 5 мм. Толщина стенки желчного пузыря - 2 мм.